# Тобаниери
Тобаниери (груз. ტობანიერი) — село в Грузии, на территории Ванского муниципалитета края (мхаре) Имеретия.

## География
Село находится в западной части Грузии, на берегах реки Кумури, на расстоянии приблизительно 4 километров (по прямой) к западу от города Вани, административного центра муниципалитета. Абсолютная высота — 75 метров над уровнем моря.

## Население
По результатам официальной переписи населения 2014 года, в Тобаниери проживало 584 человека (282 мужчины и 302 женщины). В национальной структуре населения грузины составляли 99,1 %, русские — 0,7 %, украинцы — 0,2 %.
| Год  | Население, человек |
| ---- | ------------------ |
| 2002 | 879                |
| 2014 | ↘ 584              |